# Armentières
Armentières (nizozemsko Armentiers) je mesto in občina v severnem francoskem departmaju Nord regije Nord-Pas-de-Calais. Leta 2008 je mesto imelo 24.965 prebivalcev.

## Geografija
Kraj leži ob reki Lys 14 km severozahodno od Lilla, ob meji z Belgijo.

## Administracija
Armentières je sedež istoimenskega kantona, v katerega so poleg njegove vključene še občine Bois-Grenier, Capinghem, La Chapelle-d'Armentières, Erquinghem-Lys, Frelinghien, Houplines in Prémesques z 52.512 prebivalci.
Kanton je sestavni del okrožja Lille.

## Zgodovina
Mesto je leta 1668 z Aachenskim mirom, tako kot ostali del sedanje francoske Flandrije postalo del Francije. Ob koncu 19. in v začetku 20. stoletja je Armentières postal znan kot »mesto tovarn«. Razvijati se je začela predvsem tekstilna industrija.
V okolici Armentièresa se nahaja več vojaških pokopališč v spomin na žrtve prve in druge svetovne vojne.

## Znamenitosti
- Mestna hiša z zvonikom - beffroi; slednji je skupaj z ostalimi podobnimi stolpi v Belgiji in Franciji na UNESCOvem seznamu svetovne kulturne dediščine.

## Pobratena mesta
- Litoměřice (Češka),
- Osterode am Harz (Nemčija),
- Stalybridge (Anglija, Združeno kraljestvo).